# Abric del Sordo
L'abric del Sordo és una cavitat natural ubicada al terme municipal d'Aiora, al País Valencià, que conserva pintures rupestres.
L'abric se situa al sud-est del terme municipal d'Aiora, dins dels terrenys coneguts com a "Casa de Pi", al voltant del vessant esquerre del barranc del Sordo, als contraforts de la serra d'Énguera. Té uns 28 metres de longitud, col·locant-se les pintures a l'extrem meridional. Es troba a una altitud de 960 metres, amb orientació est-sud-est (105°).
El jaciment va ser divulgat l'any 1946, en el marc del Primer Congrés Arqueològic del Llevant espanyol, que es va celebrar a la ciutat de València. En el passat, l'abric va tindre ús de corral per al ramat. Encara es conserven restes dels murs de pedra.

## Art rupestre
Les pintures de l'abric del Sordo formen part del conjunt de l'art rupestre de l'arc mediterrani de la península Ibèrica, amb estil llevantí.
S'han identificat nou figures: 
- Dues antropomorfes: una figura humana corrent cap a l'esquerra de 12,5 cm, i un arquer de 20 cm, ben conservat.
- Dos quadrúpedes sense determinar: una pota, i una part posterior d'un altre exemplar.
- La part anterior d'un cèrvid, femella, que corre cap a l'esquerra, de 6 cm.
- Dos creus en aspa, una de 49,5 cm i altre de 43 cm (l'aspa major).
- Una excavació circular fet a la roca de 15 cm de diàmetre.
- Una parella de traços, possiblement unes banyes.